# Écommoy
Écommoy ist eine französische Gemeinde mit 4818 Einwohnern (Stand 1. Januar 2022) im Département Sarthe in der Region Pays de la Loire. Ihre Einwohner heißen Écomméens.

## Geografie
Écommoy liegt ca. 20 Kilometer südlich von Le Mans.

## Bevölkerungsentwicklung
| Jahr      | 1962 | 1968 | 1975 | 1982 | 1990 | 1999 | 2008 | 2018 |
| Einwohner | 3765 | 3810 | 4069 | 4148 | 4235 | 4316 | 4644 | 4710 |

## Verkehr
Ecommoy liegt an der Bahnstrecke Tours–Le Mans und wird im Regionalverkehr mit TER-Zügen bedient.
Die Nationalstraße 138 von Le Mans nach Tours führt durch den Ort. Die Autoroute A28 von Le Mans nach Tours verläuft in fünf Kilometern Entfernung östlich.

## Partnerschaft
Écommoy unterhält seit 1977 eine Partnerschaft zur niedersächsischen Gemeinde Stuhr (Landkreis Diepholz). Seit 1980 findet außerdem ein jährlicher Jugendaustausch zwischen den Gemeinden statt.